# エリザベス・フィリップス・ヒュース

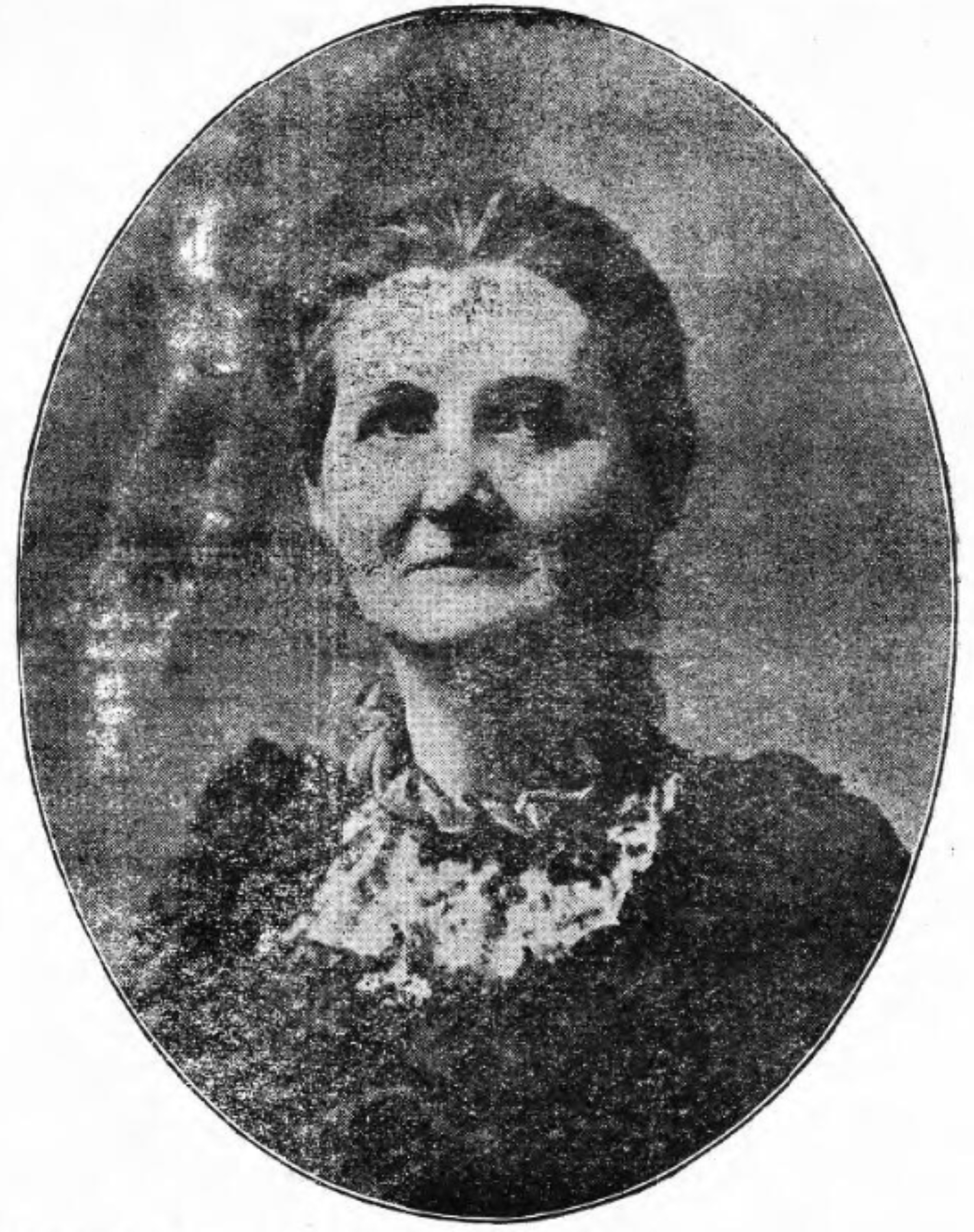
エリザベス・フィリップス・ヒュース

エリザベス・フィリップス・ヒュース（Elizabeth Phillips Hughes, 1851年6月21日 - 1925年12月19日）は、ウェールズの教育者。1884年から1899年までケンブリッジ大学の女子教員養成校ケンブリッジ・トレーニング・カレッジ（The Cambridge Training College for Women Teachers, 現ヒューズ・ホール（Hughes Hall））の校長を務めた後、1901年（明治34年）8月に来日。1年3ヶ月にわたる滞在で3度の地方視察を行い、黒板画やスウェーデン体操を紹介し日本の図画教育や女子体育の発展に影響を与えた。

## 来歴

### 生い立ちと学生時代
1851年6月21日、ウェールズのカーマーゼンシャー州の州都カーマーゼンで、高名な外科医だった父ジョンと母アンネの間に5人兄妹の第2子として出生する。10歳から14歳まではトーントン（Taunton）の私学校で伝統的な教育を受け、卒業後はロンドンの学校に通う。ウェールズ語圏で生まれ育ったため、英語を知らず苦労したという。19歳で卒業し帰郷する。ロンドンで教育者となる希望を話すが、父と兄から反対され、25歳まで希望を捨てなければ許すと言われたため独学した。1877年、26歳のとき女子教育者ドロシア・ビール（Dorothea Beale）の招請を受けチェルトナム・レディーズ・カレッジ（Cheltenham Ladies' College）の教師となる。1881年まで勤めたが、咽喉を痛め退職した。同じ年、ケンブリッジ大学が女性に門戸を開くと、30歳でニューナム・カレッジ（Newnham College）に進学した。1884年、男性と同じ条件でモラル・サイエンス（moral science, 心理学、倫理学、論理学を纏めた教科）のトリポス（Tripos, ケンブリッジの優等試験）を受験し、1番で合格したが学位は授与されなかった。また歴史学の卒業試験も第2席で合格している。同年、卒業とともに新設された女子教員養成校ケンブリッジ・トレーニング・カレッジ（The Cambridge Training College for Women Teachers）の校長となった。

### CTC校長
CTCはニューナム・カレッジの校長だったアン・クラフ（Anne Jemima Clough）が友人の遺産を費やして建てた2棟のテラスハウスで開校した。初年度の生徒は14名で、先例がなかったためヒュースは独自の方法で心理学、論理学、教育史、衛生学、弁論術、教育方法、規律の理論、学校経営論などを教授した。イギリス女子教育の先駆者フランシス・バス（Frances Mary Buss）はヒュースにたびたび助言したという。CTCは徐々に規模を拡大し、1893年1月には正規の学校法人として認可された。このころ新校舎の建設が決定され、1895年10月に落成。この校舎は1950年からヒューズ・ホールと改称し、1973年には男子の入学が許可され、現在では男女共学の大学院大学となっている。
1895年の春、皇女教育研究のため訪英していた下田歌子は、ドロシア・ビールと懇意になり、チェルトナム・レディーズ・カレッジを訪れた。その後、ニューナム・カレッジとCTCも視察している。1897年9月、安井てつ（安井哲子、1870 -1945）が文部省派遣留学生としてCTCに留学する。理想の女子教育と教師像を模索していた安井にCTCとヒュースは強い影響を与えた。1898年11月22日には津田うめが訪英、CTCでヒュースと面会し、12月5日までケンブリッジに滞在した。1899年1月3日から11日までは安井がロンドンの津田の下に宿泊し、休暇を過ごしている。津田はオックスフォード大学セント・ヒルダズ・カレッジで1学期間学び、同年7月に帰国した。安井は同年5月にCTCを離れ、ユニヴァーシティ・カレッジ・ロンドン、オックスフォード大学に学んだ。このころ体調を崩していたヒュースは、CTCの学校委員会に辞意を通知し静養していたが、1899年の夏休み明けにCTCを退職し、母と弟が住むバリー（Barry, Vale of Glamorgan）に転居した。ヒュースと私的に交流していた安井も1900年7月に帰国している。

### 来日

#### 来日直後
1899年、ヒュースはイギリス政府からアメリカで開かれる高等教育大会に代表として出席するよう要請され、翌年11月にイギリスを出国しアメリカに渡る。8ヶ月余過ごした後、1901年（明治34年）8月10日にサンフランシスコを発ち、28日横浜に着いた。来日直後は箱根宮ノ下で静養している。9月11日、安井が同行し文部省を訪問した。ヒュースはイギリス政府ないしは政府高官の紹介状を携え、便宜を図るよう要請したという。文部省では大島義脩視学官と野田義夫属が案内と説明にあたることとなった。
9月13日に岡五郎視学官同行で府立第一高等女学校、私立（共立）女子職業学校を参観したのを皮切りに、同月後半に日本橋区常磐小学校、麹町区富士見小学校他小学校10校、高等師範学校、第一高等学校、日比谷中学校（あるいは東京府立第一中学校か）を視察。9月28日には渋沢栄一夫妻とともに創立されたばかりの日本女子大学を参観した。講師を務めていた長井長義の通訳で生徒と談話し、感銘を与えたという。10月には香蘭女学校、華族女学校を参観した。10月29日市ヶ谷監獄を視察し、改良について有益な意見を述べる。11月1日明治女学校で講演する。2日講道館を視察した。
9月末から11月中旬にかけてヒュースは活動の範囲を広げ、数々の講演や執筆活動を行い、教育者たちと親交を結んだ。10月12日、帝国教育会で「英国人の立場より観察したる女子教育」について講演し、安井、津田を含む600名余の聴衆を集めた。18日には菊池大麓文相に招かれ官邸での晩餐会に正賓として出席した。19日には大日本婦人教育会常集会で「教育進歩に付て女子の職分」と題し講演した。また大日本女学会から依頼を受け、10月25日、11月15日発行の『をんな』第1巻第10、11号に「女子の身体操練」を寄稿した。教員相手の講演「幼稚園に於ける幼児個人性の発達及び保護」は11月5日付けの『婦人と子ども』第1巻11号に掲載された。11月上旬には教育学会例会で講演し、内容は12月5日付けの『教育学術界』第4巻2号に掲載された。女子茗渓会とは2回の質問会を開き、11月3日付け『教育』第21号、翌年1月3日付け同誌第23号に掲載された。11月上旬には皇后に招かれ赤坂離宮の観菊会に出席。同じ頃大隈重信伯爵と面会している。
11月13日東京帝国大学文科大学を訪問したヒュースは小泉八雲の英文学史の講義を無断で聴講。八雲は講義中ヒュースに気付かず、教場を出る時握手を求められ驚いて本を1冊落としたまま自宅へ帰った。ヒュースは本を届けに安井とともに牛込富久町の八雲宅を訪れたが、黒い服を着ていたヒュースに八雲は強い不信を抱く。ヒュースは無断で聴講したことを詫びたが、八雲の怒りは収まらず和解することはなかった。息子一雄もこのとき見た「黒衣の女」ヒュースと「馬鹿にSの音に力をいれて会話をする唇の厚い」安井を嫌悪した。後日八雲はヒュースが妻セツを日本女子大学校で催される茶会に招待したことを知り激高。1903年（明治36年）1月東京帝国大学文科大学学長井上哲次郎から解雇通知を受けた八雲は、その理由をヒュースが当局のスパイとなって自分を中傷したためと思い込んだ。同年8月ヒュースはイギリスで八雲帰国の噂を耳にし、出版社を通じ弁明の手紙を送っている。

#### 1回目の地方視察
11月から12月にかけてヒュースは名古屋、金沢、京都、神戸、鳥取の学校を視察した。文部省の野田義夫が同行し11月20日東京から名古屋に着く。21日から22日にかけ愛知県名古屋高等女学校、愛知県第一師範学校（現愛知教育大学の前身）および附属小学校、愛知県立第一中学校、清流女学校、名古屋第二高等小学校を視察。東本願寺名古屋別院を参観。23日名古屋離宮を拝観、名古屋市立名古屋商業学校を視察した後、市会議事堂で「現今英国に行われつつある『教育上の改革』」と題し演説した。野田が通訳し立錐の余地がないほど多数の聴衆を集めたという。24日金沢に移動。
11月25日石川県立金沢第一中学校を視察。26日石川県師範学校（現金沢大学教育学部の前身）視察の後同校講堂で講演し、教育における絵画の利用について初めて述べた。聴衆多数のためやむなく校門を閉めたという。27日石川県勧業博物館を見学。28日京都に移動。
12月1日京都市第一高等小学校で野田、ミス・デントン（Mary Florence Denton）とともに来場し、「過去70年間に於る英国婦人の進歩を述ん日本の現状に及ぶ」と題し講演。2日京都倶楽部で行われた平安議会の催しで湯浅吉郎に紹介され演説。3日京都市議事堂で開かれた京都市教育会の企画でも登壇した。前島密が参加の予定との記事が残る。4日は同志社女学校内のデントン宅で礒部精一の訪問を受けた。その後神戸に移動。
12月7日神戸市頌栄幼稚園で開かれた京阪神三市連合保育会で「日本の教育制度、教員について」と題し講演した。他に兵庫県高等女学校（現兵庫県立神戸高等学校の前身）校長永江正直、頌栄幼稚園創立者アニー・ライオン・ハウ（Annie L. Howe）、関口秀範、永松木長が出席した。11日鳥取に移動。14日鳥取市高等小学校（現鳥取市立久松小学校）で「6才より12・3才迄の女子教育」と題し演説。この前後鳥取県師範学校の生徒に講話を行っている。12月25日ごろに帰京した。

#### 女子教育界での活動
12月24日帝国教育会はヒュースを名誉会員に推戴。29日平河町のミス・カー宅で國民新聞婦人記者の取材を受け、同紙家庭欄に掲載。1902年（明治35年）2月16日には帝国教育会会長辻新次還暦祝賀会に出席。2月21、22日平河町ウォージントン嬢宅でアリス・ベーコンや津田梅子らを招き外国語教授法に関する講演。27日立教女学校を参観。
2月末から3月20日ころまで女子高等師範学校の嘱託を受け、3月卒業の生徒に週2回教授法の講義を行う。全16講の内容は13回にわたって『教育実験界』で連載され、さらに本田増次郎、棚橋源太郎共訳の単行本『教授法講義（ヒュース嬢）』（山海堂、1902年）として刊行された。
3月1日大日本婦人衛生会で「登山に就て」の講演を行い、國民新聞と『婦人衛生雑誌』に掲載された。3月2日（2月27日か）立教女学校月例講話会で「近世の英国婦人」（『をんな』第2、3号）または「近世の英国淑女」（『報知新聞』第8945号）と題し演説。3月24日にも同様の演説を行っている（『婦女新聞』第98号）。
4月には日本女子大学校英文学部に教授として招聘された。"ENGLISH LIFE" と "POEMS" を受け持ち、4月から7月まで週2日4時間ずつ40名ほどの学生に講義。成瀬仁蔵に英文学部全体の学科課程や教授内容について助言したという。ヒュースは帰国後も長く日本女子大学との関係を保ち、1922年（大正11年）には渡欧中の同校教員井上秀子を自宅に招いている。
4月24日麹町区下二番町26番地の安井てつ宅2階で『萬朝報』記者河越輝子の取材を受け、「ヒユウス嬢を訪ふ（英国女学生の学生生活）」として4月27日付け『萬朝報』第3090号に掲載された。26日鍋島侯爵邸西洋館舞踏室で開かれた大日本婦人教育会春季大会にミス・ウェストン、慶應義塾塾長鎌田栄吉らとともに来賓として出席。会長毛利公爵母堂、副会長鍋島侯爵夫人など500名余が来場した。
5月5日女子高等師範学校はヒュースに5月から9月までの1学期間4年生の教育講義を嘱託した。同日の『女監』第252号にヒュースの「英国婦人叢談」が掲載。このころ2回慶應義塾を参観している。5月20日華族女学校で演説し、『女教一斑』第7編「華族女学校に於けるミス、ヒユース氏の演説」、「華族女学校教師諸君の質問に答ふ」として掲載。5月24日日本体育会で「体操法に就て」の演説を行い、女子に適した体操としてスウェーデン体操を推奨する。内容は7月25日付『教育実験界』など4誌に掲載された。このとき通訳を務めた川瀬元九郎は1900年（明治33年）アメリカ留学から帰国。翌年3月出版の大日本体育会編「瑞典式教育的体操法」の編纂主任を務め、5月の『教育時論』614、615号に掲載された「瑞典式体操法」、8月の著書「瑞典式体操」刊行で、ヒュース来日前にスウェーデン体操を日本に紹介していた。

#### 2回目の地方視察
6月から7月は通訳を務めた安井てつとともに千葉、福島、仙台の学校を視察した。6月14日日本赤十字社千葉支部篤志看護婦例会に出席。その後医学専門学校、千葉病院を巡覧した。15日千葉県師範学校と近隣の中学校、高等女学校を訪問。梅松楼別荘で開かれた千葉町子守教育所解散報告会に出席し、「英国の『スヰートホーム』に就て」と題し演説。東京裁縫女学校校長渡辺辰五郎も招かれ、来場者は4、500名に達した。7月5日帝国教育会英語授業法講演会で、神田乃武男爵の「英語授業法」に次いで「英語教授」と題し演説。通訳は本田増次郎が務めた。語学教育で黒板画を応用すべきと発言している。600余名が来場した。夕刻にはヒュース嬢送別茶話会（晩餐会）が催され、辻新次会長、菊池大麓文相、久保田譲、本多庸一ほか90余名が出席。
7月12日安井が随行して東京を発ち同日夜福島に着いた。13日福島県会議事堂で演説し、県庁と監獄を訪問。14日福島高等女学校、福島第一尋常小学校、福島第二尋常小学校、福島県師範学校、福島県立蚕業学校、植物試験場を参観。夜には師範学校女子部の茶話会に招かれた。15日中学校を参観した後仙台に移動。
16日宮城県高等女学校、仙台女学校、宮城県師範学校等を参観した後県庁を訪問。17日県立宮城県第一中学校、松操学校、仙台市立東二番丁尋常高等小学校を参観。旅館で里見良顕仙台市長の訪問を受けた。午後県会議事堂で開かれた講話会で登壇。来場者は1000名余に及び急病人も出た。夜には『河北新報』の取材を受け、「ヒユース嬢と語る」として18日付同紙第1817号に掲載された。18日松島に向け出発。
以後は休暇旅行に切り替えたため詳しい行動はわからないが、帰京後育成会主幹石川栄司宛てに送った書簡に北海道、富士山、浅間山、飛騨、信州を訪れたとの記載があるため、金華山、松島、盛岡、青森を経て小樽から札幌に入ったとみられる。札幌では北星女学校のサラ・クララ・スミスと面会した可能性がある。8月にはヒュースと安井、友人らで富士山と浅間山に登っている。
1ヶ月余りの休暇の後、8月後半には地方視察に戻る。25日松本大名町聖公会講義所（現日本聖公会中部教区松本聖十字教会）で「国民教育制度の要素」と題し演説した。26日松本高等女学校講堂で「西洋の女子教育」と題し講演。9月初めに帰京した。東京では安井と同居していたと考えられる。

#### 3回目の地方視察・帰国
9月26日または27日、日本女子大学校で送別会が開かれ名誉教授の称号を授与。10月10日から12日にかけて文部省修文館で教育図画展覧会を開催し、本国から取り寄せた児童生徒の図画を展示した。
10月16日安井が同行し東京を離れた。3回目の地方視察は和歌山、姫路、岡山、広島、山口、福岡、熊本、鹿児島、長崎、佐賀、小倉を1ヶ月余りで回る厳しい日程となる。
10月17日か18日和歌山中学校を訪問し、その後和歌山県師範学校といくつかの小中学校を視察した。20日神戸に移動。
10月21日兵庫県姫路師範学校、姫路城を見学。同日中に岡山に移動した。
岡山では門田屋敷のアリス・ペティ・アダムス宅に宿泊。10月22日石井十次の岡山孤児院、山陽高等女学校、第六高等学校、岡山県師範学校、岡山県立工業学校を視察した。夜アダムス宅で『山陽新報』の取材を受け、「ヒユース嬢を訪ふ」として10月26、28日付同紙に掲載された。このときの通訳はエドワード・ガントレットか妻のガントレット恒子が務めた。23日岡山県女子師範学校、岡山県立岡山高等女学校、岡山医学専門学校、岡山県立商業学校を視察。さらに岡山中学校を参観した後「教育の目的に就て欧州教育思想史の発達」と題し講話を行った。夕方広島に移動。
広島では私立英和女学校のナニ・B・ゲーンス（Nannie B.Gaines）宅に宿泊。10月24日広島高等師範学校、広島県立広島中学校、広島県立広島高等女学校、広島県立職工学校を参観した。25日広島県師範学校、広島偕行社附属済美小学校を視察。宮島、厳島を遊覧し山口へ向かった。
10月26日山口県立山口中学校で講談会。湯田温泉に投宿。27日山口の各学校を視察。山口県師範学校で開かれた山口婦人会例会で講話。夜半に福岡入りした。
10月28日福岡県師範学校、福岡県立中学修猷館、福岡県福岡工業学校を参観した後福岡市立福岡高等女学校で演説。安井が通訳を務め、400名余が来場した。29日福岡高等女学校を参観した後、熊本に向かう。
熊本でヒュースはハンナ・リデル方、安井は櫻井房記第五高等学校校長宅に宿泊した。阿蘇登山、陸軍大演習の見学を希望している。10月30日第五高等学校で英語教師のため教授法について演説した。また同校職員生徒のための演説も別に行った。11月2日野球大会を観覧。8日米ノ津から海路鹿児島に向かう。
11月9日鹿児島県師範学校で談話と問答の後図書館などを視察。岩崎谷洞窟、西郷隆盛終焉の地、仙巌園、田の浦陶器所などを見学。風景楼で晩餐を供せられた。10日鹿児島県中学造士館、鹿児島県師範学校、鹿児島女子徒弟興業学校などを参観し、夕方海路長崎へ移動。
11月11日午後『東洋日の出新聞』の取材を受ける。通訳は安井が務めた。12日長崎県立長崎高等女学校、西山女児高等小学校、長崎県師範学校、三菱工業予備学校、実業補習学校を見学。13日交親館で「本邦の女子教育につきて」と題し演説した。通訳は鎮西学館の吉崎彦一が務めた。14日佐賀に向かう。
11月15日佐賀県師範学校、私立成美高等女学校、佐賀県立佐賀高等女学校を参観し、高等女学校で演説する。16日福岡に移動。
18日は門司で宿泊し11月19日門司から小倉へ移動し福岡県立小倉高等女学校、高等小学校を参観。ジェームズ・ハインド宣教師宅で昼食をとる。午後福岡県立小倉工業学校で演説した後小倉城を見学し、足立炭鉱を視察した。同日夜門司に帰った。
11月20日深夜から21日未明、日本郵船株式会舎の客船若狭丸で出国。離日後のヒュースは中国、マレー、インド、エジプト、キプロスに滞在して1903年（明治36年）5月末か6月初めに帰国した。

### 帰国後の活動

#### 赤十字
1903年6月12日、ヒュースの帰国を祝うパーティーがバリー教育会の主催で開かれ、多数の参加者が集まった。この年の10月ヒュースは女性による女性のための啓蒙団体バリー・トゥエンティー・センチュリー・クラブを立ち上げ、後にヒュースを代表としてこの団体の70人が赤十字の支社を設立した。1913年にはグラモーガン（Vale of Glamorgan）赤十字新聞を発行。第一次世界大戦勃発直後には赤十字病院をバリーに建設し負傷兵の看護にあたった。戦後この働きに対し大英帝国勲章（MBE）が贈られている。ヒュースが立ち上げたクラブは1923年ころまで拡大を続け、会員は最大700名に達したという。

#### 教育
1903年グラモーガン教育委員会の委員となり、以後いくつかの小委員会を兼務した。1904年の夏ごろかつて勤務していたチェルトナム・レディス・カレッジで講義を行い、持ち帰った美術品や工芸品、スライドを使って日本文化を紹介している。1913年にはウェールズ大学とカーディフ大学の評議員に就いている。1920年にはウェールズ大学から名誉法学博士号（LL.D）を授与した。

### 晩年
1924年ロンドンで開かれた国際展示会に出かけたとき、ある商社のブースで東京帝国大学出身の日本人男性と言葉を交わした。ヒュースは東京帝国大学と東京高等師範学校を混同してしまい、何度もそこで講義したと話したが、それを受けた男性はやんわりと否定し「かつて一度だけドアを開けて教室にお入りになった一人の女性があって、その方がウェールズの偉大なミス・ヒュースだったのです」と答えたという。
1925年12月19日、動脈硬化による尿毒症のためバリーの自宅で74歳で逝去。生涯独身だった。

### 書籍
- 白井厚、白井尭子『オクスフォードから』日本経済評論社、1995年。ISBN 4-8188-0811-3。
- 日本女子大学英文学科70年史編集委員会編『日本女子大学英文学科七十年史』日本女子大学文学部英文学科、1976年。

### 論文・記事
- 礒部洋司, 愛知教育大学「明治後期以降の我が国美術教育思潮に与えたE.P.ヒュースの影響に関する研究」『文部科学省科学研究費補助金研究成果報告書』2006年3月、1-54頁。
- 大野延胤「E.P.Hughes in Japan (1901-1902)〔邦文〕」『研究年報』第36号、学習院大学、1989年、323-346頁。
- 丹沢栄一「「小泉八雲宛E.P.Hughes書簡」を読む」『人文社会紀要』第23号、武蔵工業大学人文社会系教室、2005年、43-56頁。
- 關田かをる「E.P.ヒューズ女史は、いつ小泉八雲の授業を参観したのか」『へるん』第40号、八雲会、2003年、105-108頁。
- 平田諭治「幻のハーン講演　-ロンドン大学「日本の文明」講義に関する往復書簡をめぐって-」『英学史研究』第33号、日本英学史学会、2000年、137-153頁。
- 木村吉次「ミス・ヒュースによるスウェーデン式体操のすすめ」『中京体育学論叢』第14号、中京大学学術研究会、1973年3月、1-19頁。
- 木村吉次「川瀬元九郎とH・ニッセンの体操書」『中京体育学論叢』第13号、中京大学、1971年12月、153-189頁。
- 黒川章子「第一次世界大戦におけるイギリス赤十字・ボランタリー救護部隊　-部隊の軍隊化と女性メンバーの活動-」『立命館産業社会論集』第38号、立命館大学産業社会学会、2003年3月、81-105頁。